# 4614 Masamura
4614 Masamura este un asteroid din centura principală, descoperit pe 21 august 1990 de Yoshikane Mizuno și Toshimasa Furuta.